# كيندال فيليبس
كيندال فيليبس (بالإنجليزية: Kendall Phillips)‏ هي مغنية مؤلفة أمريكية، ولدت في 28 ديسمبر 1988 في إنديانابوليس في الولايات المتحدة.